# Gujarat Samachar
Gujarat Samachar is een Gujarat-talige krant in de Indiase deelstaat Gujarat. Het is een broadsheet-dagblad en is de bestgelezen Gujarati-krant. De krant komt uit in verschillende edities: Ahmedabad, Vadodara (Baroda), Surat, Rajkot, Bhavnagar, Mumbai en ook New York. Het dagblad is eigendom van Lok Prakashan Ltd. en is gevestigd in Ahmedabad.